# 794

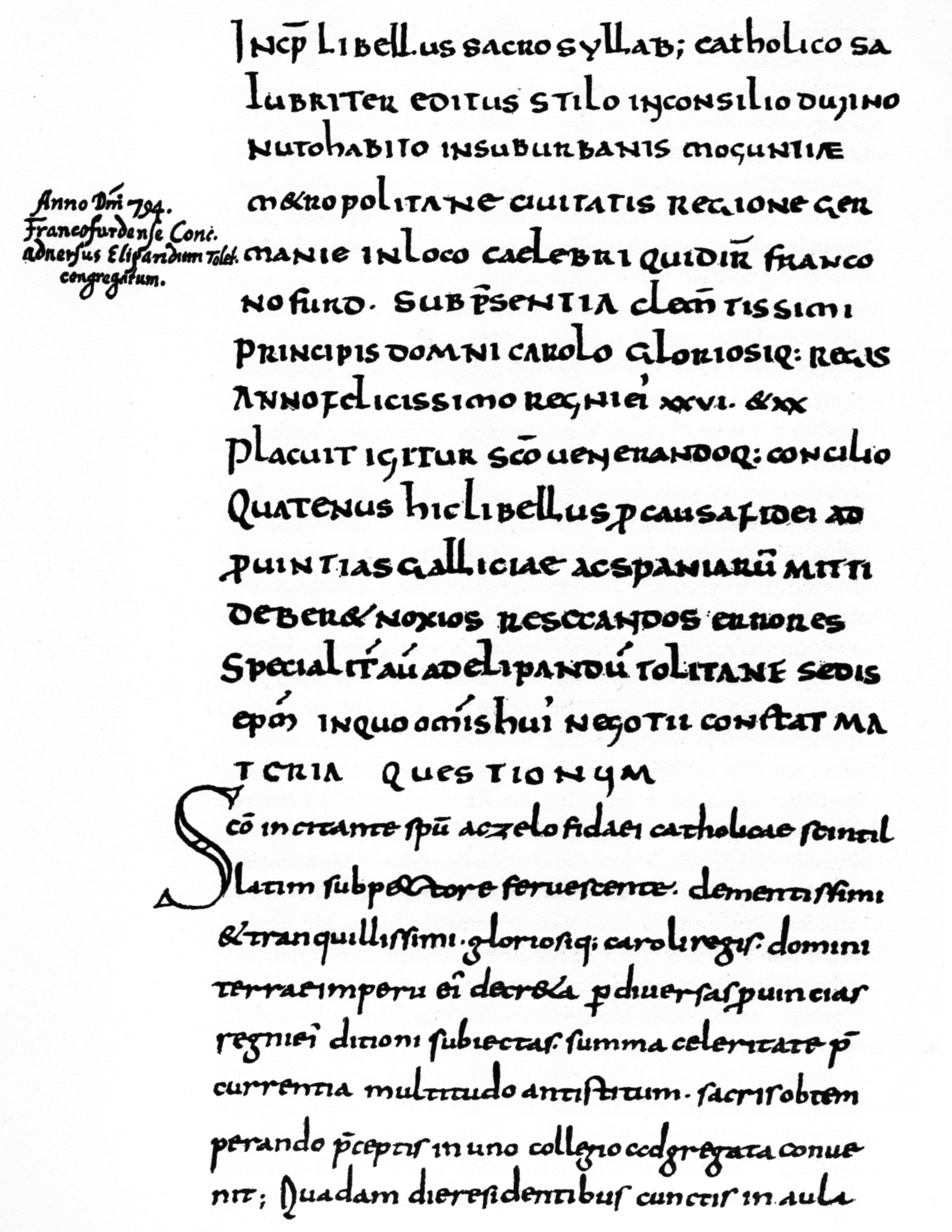
Oorkonde van Synode van Frankfurt (794)

Het jaar 794 is het 94e jaar in de 8e eeuw volgens de christelijke jaartelling.

## Gebeurtenissen

### Brittannië
- De Vikingen plunderen het klooster van Wearmouth-Jarrow in Northumbrië (de tweede aanval door de Vikingen in Engeland na de aanvallen op Lindisfarne in 793).

### Europa
- Koning Karel de Grote ziet af van het ambitieuze plan om een kanaal aan te leggen (zie: 793) die de Rijn en de Donau met elkaar verbindt. Hij voert in Westfalen een veldtocht tegen de opstandige Saksen, gesteund door zijn zoon Karel de Jongere die bij Keulen met een Frankisch expeditieleger de Rijn oversteekt. Uiteindelijk worden de Saksische rebellen gedwongen zich bij Paderborn over te geven.
- 10 augustus - Koningin Fastrade, echtgenote van Karel de Grote, overlijdt in Frankfurt. In de herfst treedt Karel opnieuw in het huwelijk met de 18-jarige Luitgarde, een Alemaanse prinses. Hij verplaatst de residentie naar Aken en geeft zijn hoofdarchitect, Odo van Metz, opdracht een keizerlijke hoofdstad te ontwerpen die qua pracht niet zou onderdoen voor Rome en Ravenna.

### Azië
- Keizer Kammu verplaatst de hoofdstad van Nagaoka naar Heian, het huidige Kyoto. Einde van de Naraperiode en begin van de Heianperiode
- de Fujiwara, Minamoto en Taira clans breiden hun macht verder uit in Japan. De samoerai (krijgersklasse), wordt door de rivaliserende adellijke families opgericht.
- De Aino, gevestigd op noordelijke eiland van Honshu, worden door de Japanners verdreven naar Hokkaido. De keizer benoemt in de strijd tegen de Aino en de Emishi voor het eerst een shogun.

## Religie
- Synode van Frankfurt: Karel de Grote roept een synode bijeen. In een kerkelijke vergadering wordt de Byzantijnse beeldenstrijd verworpen. Frankfurt wordt voor het eerst in een oorkonde vermeld. Hertog Tassilo III wordt formeel gedwongen zijn aanspraken op de troon van Beieren op te geven.
- Einde van het Concilie van Lhasa: Tibet verkiest het mahayanaboeddhisme en niet het chanboeddhisme tot staatsgodsdienst.

## Overleden
- 10 augustus - Fastrade (29), echtgenote van Karel de Grote
- Jin Qiaojue, Koreaans prins en boeddhistische monnik